# Jefta Bresser
Jefta Bresser (Eindhoven, 2 februari 1971) is een Nederlands voormalig voetballer en huidig voetbaltrainer. In oktober 2023 maakte hij als hoofd jeugdopleiding de overstap van De Graafschap naar het Duitse Bayer 04 Leverkusen. 

## Loopbaan als speler
Bresser speelde in de jeugd bij De Graafschap en Go Ahead Eagles. Hij volgde zijn trainer Henk ten Cate naar SC Heracles waar hij debuteerde in het profvoetbal. Hij moest vanwege een blessure stoppen en behaalde daarna zijn trainerspapieren.

## Loopbaan als trainer
Als trainer begon Bresser bij de jeugd van Heracles en trainde daarna jeugdteams bij VV Rheden en De Graafschap. In 2005 stapte hij over naar de jeugdopleiding van PSV. Bij PSV was hij hoofdtrainer van diverse jeugdteams en ontwikkelde hij zich als specialist op het gebied van techniektrainingen.
In 2011 werd hij techniektrainer bij het Engelse Fulham FC, onder meer bij de eerste selectie. In februari 2013 ging Bresser naar het Russische FK Zenit, waar hij verantwoordelijk was voor individuele trainingen en techniektrainingen binnen de jeugdopleiding. In 2015 werd Bresser assistent-trainer bij N.E.C. en ging hij ook techniektrainingen verzorgen op de Voetbal Academie van de club. Na afloop van het seizoen 2015/16 werd zijn contract ontbonden.
In het seizoen 2016/17 was Bresser bij NAC Breda in dienst als performance coach bij het eerste team en hoofdtrainer van de A1.  Door de promotie van NAC Breda naar de eredivisie legde Bresser zijn functie bij de A1 neer en werd hij volledig toegevoegd aan de staf van het eerste elftal. Wel bleef hij hoofdtrainer van Jong NAC. Hij miste bij de club uit Breda een stuk verantwoordelijkheid  waarna hij in september 2018 zijn contract bij NAC Breda ontbond om hoofd jeugdopleidingen bij De Graafschap te worden.  In oktober 2023 vertrok hij ondanks zijn recent in januari tot 2027 verlengde contract naar Bayer 04 Leverkusen om bij de Duitse club de rol van hoofd opleidingen te gaan vervullen.